# Rayforstia insula
Espèce
Synonymes
- Textricella insula Forster, 1959

Rayforstia insula est une espèce d'araignées aranéomorphes de la famille des Anapidae.

## Distribution
Cette espèce est endémique de l'île Solander en Nouvelle-Zélande,.

## Description
Le mâle holotype mesure 1,06 mm.

## Publication originale
- Forster, 1959 : The spiders of the family Symphytognathidae. Transactions of the Royal Society of New Zealand, vol. 86, p. 269-329 (texte intégral).